# Football Club Differdange 03
El Football Club Differdange 03 és un club de futbol luxemburguès, amb seu a Differdange, la ciutat del sud-oest de Luxemburg.

## Història
El FC Differdange 03 es va fundar el 2003 per la fusió de dos clubs de la ciutat de Differdange, el Football Association Red Boys Differdange i AS Differdange. En el moment de la fusió, Red Boys Differdange, és un gran club del país -amb 6 títols nacionals i 15 copes luxemburgueses, posseïdor del rècord de club en la matèria-, mentre que l'AS Differdange era a la tercera divisió. El Red Boys Differdange va ser als anys 1920 i 1930 un dels clubs líders del país junt amb el CA Spora Luxemburg: 5 títols de lliga, tres títols de vice-campió de Luxemburg més 8 copes de Luxemburg durant aquestes dues dècades.
El juny de 2012, després d'una molt mala temporada a Lliga luxemburguesa de futbol, l'entrenador és canviat, l'exempció de Paolo Amodio reporta l'experiència de Michel Leflochmoan que sap perfectament el funcionament de la Lliga luxemburguesa, sobretot amb elF91 Dudelange i el Jeunesse Esch que havia guanyat diversos campionats de Luxemburg.
El 5 de juliol de 2012, el FC Differdange 03 guanya amb 3-0 i 0-3 davant el NSÍ Runavík, per a la primera ronda de classificació per a la Lliga Europa de la UEFA. El pròxim rival del FC Differdange 03 va ser el club belga KAA Gent però van ser eliminats amb un 2-4.

## Palmarès
- Lliga luxemburguesa de futbol:[1]

2023-24
- Copa luxemburguesa de futbol:[2]

2009-10, 2010-11, 2013-14, 2014-15, 2022-23

## Competicions europees
| Temporada | Competició                | Ronda    | Adversari             | Pais      | Resultats              |
| --------- | ------------------------- | -------- | --------------------- | --------- | ---------------------- |
| 2007      | Copa Intertoto de la UEFA | 1R       | Slovan Bratislava     | SVK       | 0−2, 0−3               |
| 2009−10   | Lliga Europa de la UEFA   | 2Q       | Rijeka                | CRO       | 1−0, 0−3               |
| 2010−11   | Lliga Europa de la UEFA   | 2Q       | Spartak Zlatibor Voda | SER       | 3−3, 0−2               |
| 2011−12   | Lliga Europa de la UEFA   | 2Q       | Levadia Tallinn       | EST       | 0−0, 1−0               |
| 2011−12   | Lliga Europa de la UEFA   | 3Q       | Olympiakos Volou      | GRE       | 0−3, 0−3               |
| 2011−12   | Lliga Europa de la UEFA   | Play-off | Paris Saint-Germain   | FRA       | 0−4, 0−2               |
| 2012−13   | Lliga Europa de la UEFA   | 1Q       | NSÍ Runavík           | FRO       | 3−0, 3−0               |
| 2012−13   | Lliga Europa de la UEFA   | 2Q       | Gent                  | BEL       | 0−1, 2−3               |
| 2013−14   | Lliga Europa de la UEFA   | 1Q       | Laçi                  | ALB       | 1−0, 2−1               |
| 2013−14   | Lliga Europa de la UEFA   | 2Q       | FC Utrecht            | NED       | 2−1, 3−3               |
| 2013−14   | Lliga Europa de la UEFA   | 3Q       | Tromsø                | NOR       | 0−1, 1−0 (3−4 penalti) |
| 2014−15   | Lliga Europa de la UEFA   | 1Q       | Atlantas              | Lithuania | 1−0, 1−3               |
| 2015−16   | Lliga Europa de la UEFA   | 1Q       | Bala Town             | Wales     | 3−1, 1–2               |
| 2015−16   | Lliga Europa de la UEFA   | 2Q       | Trabzonspor           | TUR       | 0−1, 1−2               |